# From Yesterday
«From Yesterday» — третий сингл группы 30 Seconds to Mars из альбома A Beautiful Lie.

## Видео
Видеоклип начинается с беседы Пу И, последнего китайского императора, со своими слугами. Слуги спрашивают его, что он желает получить на свой день рождения. Он отвечает: «Звук будущего». В это же время 30 Seconds to Mars находятся в Северной Америке, в гримёрной, они одеты во всё белое, готовятся к предстоящему концерту. Джаред шикает другим, так как слышит, что кто-то их зовёт. Картина на стене падает, рамка разбивается, а Джаред берёт пергамент. Входит девушка и сообщает им, что пришло время. Они выходят и идут по коридору на сцену. Внезапно лампы начинают сильно мигать. Музыканты, находящиеся в замешательстве, пытаются открыть дверь, которая оказывается запертой, и тут выключается свет. Джаред, вздохнув, спрашивает других, что там такое, но ему не отвечают.

Они оказываются в Китае, в Запретном городе, идут мимо китайских солдат, каждый из которых держит в руках флаг с символикой 30 Seconds to Mars. Солдаты построены в две шеренги, образующие своеобразный коридор, который и проходят музыканты. Джаред, вокалист группы, видит женщину в белой маске, незаметную для других. 30 Seconds to Mars идут туда, где находится император, и им раздают пергаменты в качестве подарка императора, чествующего почетных гостей (музыкантов). Тогда Джаред спрашивает: «Это подарок?»

Перед тем, как биться на дуэли в китайских масках (китайский народный обычай), каждый участник группы становится случайным свидетелем различных событий: Джаред видит трёх молодых девушек, принесённых в жертву, Шеннон — взрослого мужчину, который пьёт молоко из груди женщины, Мэтт — дворецкого, который занимается самоистязанием, а Томо — умершую женщину, в рот которой кладут маленький чёрный шарик с ртутью (древний китайский обычай).

Во время дуэли, на которой музыканты сражаются друг с другом и с четырьмя другими воинами, их лица защищены масками, поэтому они не знают личности своих противников. После поединка оставшиеся в живых участники группы снимают маски и улыбаются друг другу, в то время, как звучат начальные аккорды песни «A Beautiful Lie», их следующего сингла.
Боевые сцены в клипе исполняли не каскадёры, а сами участники группы. В гримёрке музыкантов в начале видео можно видеть портрет В. И. Ленина.[значимость факта?]

## Список композиций
- Standard

1. From Yesterday (Radio Edit) — 3:52
2. The Story — 3:59 (Live @ AOL Sessions Undercover)

- US (CD)

1. From Yesterday — 4:07
2. The Story — 3:59 (Live @ AOL Sessions Undercover)

- UK (CD)

1. From Yesterday (Radio Edit) — 3:52
2. Stronger — 6:01 (Radio 1’s Live Lounge 2)
3. From Yesterday — 13:40 (full directors cut video (enhanced CD))

- UK (7" Vinyl 1)

1. From Yesterday — 4:14 (Chris Lord-Alge Mix)
2. The Kill (Bury Me) — 3:47 (Radio 1 Live)

- UK (7" Vinyl 2)

1. From Yesterday — 4:07

- US (7" Vinyl 1)

1. From Yesterday — 4:07
2. The Kill (Bury Me) — 3:51

## Чарты
| год  | Чарты                                                     | #  |
| ---- | --------------------------------------------------------- | -- |
| 2007 | U.S. Billboard Hot 100                                    | 76 |
| 2007 | U.S. Billboard Modern Rock Tracks                         | 1  |
| 2007 | U.S. Billboard Mainstream Rock Tracks                     | 11 |
| 2007 | U.S. Billboard 2007 Year-End Chart: Hot Modern Rock Songs | 7  |
| 2007 | U.S. Billboard Hot Videoclip Tracks                       | 25 |
| 2007 | Australia Singles Chart                                   | 33 |
| 2007 | New Zealand Singles Chart                                 | 13 |
| 2007 | Germany Singles Chart                                     | 72 |
| 2007 | Austria Singles Chart                                     | 53 |
| 2007 | Virgin Charts                                             | 1  |
| 2007 | Brasil Hot 100                                            | 11 |
| 2007 | Italia Singles Chart                                      | 36 |
| 2007 | Portugal Singles Chart                                    | 17 |
| 2007 | Netherlands Singles Chart                                 | 8  |
| 2007 | Canadian Singles Chart                                    | 2  |
| 2007 | Bolivia Singles Chart                                     | 1  |
| 2007 | Europe Singles Chart                                      | 1  |
| 2008 | Mexican Singles Chart                                     | 31 |
| 2008 | UK Singles Chart (Re-release)                             | 37 |
| 2008 | Latvian Airplay Top 50                                    | 1  |